# Johannes van Halteren
Johannes Joseph Maria van Halteren (Amsterdam, 14 april 1893 - Den Bosch, 16 maart 1973) was een Nederlands architect.

## Loopbaan
Van Halteren was de zoon van een aannemer. Hij studeerde aan de Industrieschool in Amsterdam en nam privélessen tekenen, waarna hij ging werken voor architecten als Jan Stuyt, Jos Cuypers en P.J. Bekkers. Ook werkte hij nog korte tijd voor de Rijksgebouwendienst. In 1919 startte hij als zelfstandig architect in Den Haag. In 1920 ging hij een associatie aan met architect W. van Aalst en vertrok daarvoor naar 's-Hertogenbosch. In 1925 werd deze associatie verbroken en ging Van Halteren weer zelfstandig verder.
Van Halteren ontwierp onder andere kerkgebouwen, kapellen, kloosters, instituten, ziekenhuizen en landhuizen. Een aantal van zijn gebouwen zijn erkend als rijksmonument. Hij was voornamelijk actief in de provincies Noord-Brabant en Gelderland. Van Halteren was gehuwd en had drie zonen en drie dochters. 

## Lijst van bouwwerken
| Bouw      | Naam                                        | Plaats         | Bijzonderheden                     | Afbeelding |
| --------- | ------------------------------------------- | -------------- | ---------------------------------- | ---------- |
| 1923      | Klooster Piushove                           | Nijmegen       |                                    |            |
| 1927-1935 | Huize Sint-Vincentius                       | Udenhout       | Gesticht met ingebouwde watertoren |            |
| 1930      | Klooster zusters Franciscanessen van Veghel | Aalst (Waalre) |                                    |            |
| 1937-1938 | Antonius Abtkerk                            | Volkel         |                                    |            |
| 1939      | Kapel Sint-Bernardinusgasthuis              | Veghel         | Kapel bij bestaand klooster        |            |
| 1940      | Dominicuskerk                               | Tiel           |                                    |            |
| 1952      | Servatiuskerk                               | Wijbosch       |                                    |            |
| 1952      | Victorkerk                                  | Wamel          |                                    |            |
| 1954      | Kapel Missiehuis Sint-Willibrord            | Deurne         |                                    |            |
| 1956      | Sint-Stephanuskerk                          | Moerdijk       |                                    |            |
| 1972      | Kapel in verzorgingstehuis                  | Nijmegen       |                                    |            |